# Moreju
Il Moreju (in russo Морею?, anche More-Ju o Chajpudyra) è un fiume della Russia europea settentrionale (Circondario Autonomo dei Nenec), tributario del mare della Pečora (mare di Barents).
Nasce e scorre nella Bol'šezemel'skaja Tundra, una vasta regione di paludi e bassi rilievi collinari estesa nella Russia settentrionale. Fluisce dapprima con direzione mediamente meridionale, volgendosi successivamente verso ovest e infine assumendo direzione settentrionale; sfocia in una piccola insenatura del mare della Pečora, la baia della Chajpudyra, che ha preso il nome dalla denominazione in lingua nenec del fiume. Il fiume non incontra alcun insediamento urbano di qualche rilievo in tutto il suo corso.
Le acque del fiume sono gelate in superficie per lunghi periodi ogni anno, dall'autunno alla tarda primavera, analogamente a tutti i corsi d'acqua della zona.